# Creu al Mèrit (Països Baixos)
La Creu al Mèrit (neerlandès: Kruis van Verdienste) és una condecoració neerlandesa, creada el 20 de febrer de 1941 per la Reina Guillemina I i atorgada a aquells que treballen en interès dels Països Baixos en accions contra l'enemic, i per distingir-se pel valor i la resolució.
Se situa sota el Creu de Bronze i té precedència sobre la Creu de l'Aviador. És la quarta condecoració neerlandesa al valor. Pot ser atorgada diversos cops. Llavors, el receptor llueix un número aràbic daurat sobre el galó ("2", "3", etc.). Se n'han atorgat 2.083, i pot ser concedida a títol pòstum.
El 20 de febrer de 1941, el govern neerlandès a l'exili de Londres va instituir diverses noves condecoracions per valentia. El nou camí que emprenia la guerra, amb la resistència civil i la marina mercant en gran perill ho feien necessari. Entre aquestes noves condecoracions trobem la Creu al Mèrit, els estatuts de la qual no requerien estar a la línia del front per guanyar-la.
Va ser atorgada de manera sovint a aquells que van aconseguir fugir a Anglaterra i a la resistència armada. Després de la Guerra de Corea ha estat rarament atorgada, però 6 soldats neerlandesos la van rebre el 2008 mentre que lluitaven amb els Talibans; un d'ells a títol pòstum.

## Disseny
Una creu de bronze de 35mm d'ample, amb els 4 braços rectangulars. A l'anvers, una "W" coronada en un cercle de fulles de llorer, per damunt dels braços de la creu. Al revers apareix el lleó neerlandès amb la inscripció "VOOR VERDIENSTE" (Per Valor) sobre la corona.
Penja d'un galó blau nassau taronja, amb una franja taronja de 6mm d'ample al mig.